# 将官
将官（しょうかん）は、軍隊の階級区分の一。佐官の上に位置する。陸軍や空軍では将軍、海軍では提督と総称される。
その区分は複雑で、国により軍種により多岐に亘るが、2階級制を採るものから4階級制を採るものなどがある。
階級としての元帥は、一般的には将官に含めないことも多い。

## 概説
近代的軍隊の成立初期は、平時の最上級編成単位が連隊（連隊長は概ね陸軍大佐）や個々の軍艦（艦長は概ね海軍大佐）である場合が多く、将官は戦時に臨時に置かれるものであったり、単なる職務であったりすることがあった。したがって将官の区分は少なかったり、比較的下位の将官しか任命されないことが多かった。例えば、独立直後のアメリカ合衆国では陸軍中将が最上級であった。
陸軍では、主に軍司令官や師団長等を務める。海軍では、主に一定規模以上の艦隊の指揮官等を務める。空軍では、主に航空団の指揮官等を務める。また、実戦部隊以外では、国防関連省庁の次官や局長等の幹部、参謀本部の幹部等の役職に就く。

## ヨーロッパ諸国の陸軍の呼称方式
ヨーロッパ諸国の陸軍ではLieutenant general、Major generalといった通常の呼称方式である旧欧州方式 (Old European System)とフランスやイタリアなどで使用されている将官の階級を部隊階梯で呼称するフランス革命方式 (French Revolutionary System)に大別される。

### 旧欧州方式
- 元帥 (Marshal、Field marshalまたはField marshal general)
- 上級大将 (Colonel general、ソビエトモデル Army general　)
- 大将 (General、ソビエトモデル Colonel general)
- 中将 (Lieutenant general)
- 少将 (Major general)
- 准将 (BrigadierまたはBrigadier general)

### フランス革命方式
フランス革命の際旧来の軍制や階級が旧弊として鉈を振るわれた結果生まれた序列である。
- 元帥 (MarshalまたはCaptain general)
- 軍将軍 (Army general)
- 軍団将軍 (Army corps general)
- 師団将軍 (Divisional general)
- 旅団将軍 (Brigade general)

### 将官三階級制
- 大将
- 中将
- 少将

### 将官四階級制
- 大将
- 中将
- 少将
- 准将

もしくは
- 上級大将
- 大将
- 中将
- 少将

## 将官三階級制
現在でも依然として少将-大将の三階級制を採っている国は少なくないが、イギリス、英連邦諸国や中東やアフリカでかつてイギリスを宗主国としていた国々、ノルウェー、中国、チリなどのように少将と大佐の間に上級大佐ないし佐官級准将をワンスターランクとして設定している国と、ブラジル、ペルー、エクアドルなどの南米の一部の国々の
ようにワンスターランクの無い国に大別される。後者の陸軍では将官の階級をフランス革命方式で呼称するケースもあり、この場合は基本的に上から「陸軍将軍」、「師団将軍」、「旅団将軍」と呼称する。将官4階級制を採る国々との共同作戦においては補職による階級調整を要する。

## 将官四階級制
現在、一定規模以上の軍事力を保持している諸国は将官に4階級制を採る場合が多い。この場合は、一般的に大将、中将、少将、准将に区分される。
かつてのドイツ国防軍などでは、「上級大将」、「大将」、「中将」、「少将」に区分される。ドイツ連邦では政令でかつての、「上級大将」を大将、「大将」を中将、「中将」を少将、「少将」を准将に対応するものと定めている。また、この影響を受けたソ連軍、ロシア軍などでは「上級大将・大将・中将・少将」の4階級制を採っている。なお、その他にも4階級制を採っている国もある。（上級大将参照）。フランス革命方式によって陸軍および空軍の将官の階級を表現する国々では基本的に上から「軍将軍」、「軍団将軍」、「師団将軍」、「旅団将軍」と表現される。かつては上級大将、大将、中将、少将に対応するものとされていたが、NATO発足後は各国とすり合わせる関係上、大将、中将、少将、准将に対応するものと定められた。例外としてメキシコでは、「師団将軍」、「旅団将軍」をそれぞれ中将位、少将位とし、General brigadier を准将位としており、イタリア陸軍では「軍団将軍」の中で特定の補職にある者を大将位としている。NATO諸国でデンマークなど伝統的な3階級制であった国々は共同作戦における人事バランスから准将が新設されているが、その時期はまちまちで、一番遅いのはポルトガルの1999年である。

## 各国の制度

### 日本

#### 日本軍

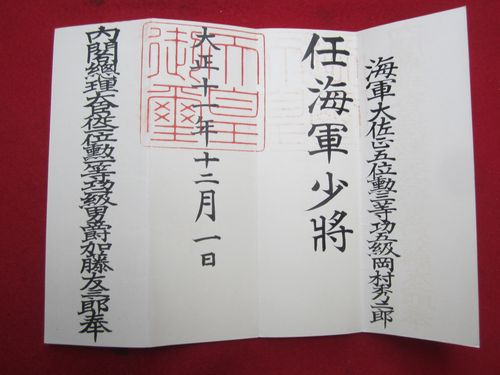
海軍少将の辞令書（御璽が押印されている）

日本軍は「大将・中将・少将」の3階級制を採り、准将を置かなかった。将官は親任官または勅任官だったことから、敬称は「閣下」を用いた。陸軍将官をフランス革命方式で呼称する国々ではそれぞれ軍団将軍、師団将軍、旅団将軍と呼称する。

#### 自衛隊
自衛隊においては、将・将補の2階級制度を採っている。
そのうち、将については、
- 幕僚長又は統合作戦司令官たる陸将、海将および空将（統合幕僚長、陸上幕僚長、海上幕僚長、航空幕僚長又は統合作戦司令官）が実質的に大将に相当し、大将に相当する英訳を用いている。
- 上記を除く将は中将に相当し、中将に相当する英訳を用いている。

そもそも各国の軍隊の階級制度を見ても、法令上「階級」とされているもの以外にも、いわゆる「階級」として認められているものも多く、それらは法令上は「称号」であったり「職務」であったりするものも多いことから、自衛隊におけるこのようの扱いもさほど特異なものではない。
すなわち、
- 陸上自衛隊・航空自衛隊
  1. 幕僚長・統合作戦司令官たる陸将・空将：General（大将相当）
  2. 陸将・空将：Lieutenant General（中将相当）
  3. 陸将補・空将補：Major General（少将相当）
- 海上自衛隊
  1. 幕僚長・統合作戦司令官たる海将：Admiral（大将相当）
  2. 海将：Vice Admiral（中将相当）
  3. 海将補：Rear Admiral（少将相当）

とされている。これはアメリカ軍の少将までの階級を恒久的階級（permanent rank),中将および大将を特定の役職と結びついた一時的階級(temporary rank)に分けている考えに近い。
なお、フランス革命方式で将官の階級を表現する国々での呼称は基本的に旧陸軍に準ずる。
現在のところ自衛隊には（旧軍時代も含めて）准将にあたる階級が存在しないが、外国軍隊との共同行動に際して均衡をとりにくい等の問題点があり、2010年度以降に「准将」を創設することが検討されている。また、「将」「将補」といった現在の将官の名称も判りやすく大将、中将、少将などに改定することも検討する。ただし、現時点においても補職によりアメリカ軍の大将、中将、少将および准将の扱いを受ける、いわゆる対外的な階級区分が内在している。陸上自衛隊を例に挙げるならば、陸将の階級にある者では陸上幕僚長は大将、方面総監等が中将、そして師団長等が少将の扱いとされ、陸将補の階級にあるものは対外的には准将として扱われる。

### 中華民国国軍
中華民国国軍では、将官4階級制を採っているものの、英訳によれば「Brigadier General」など准将に相当するものは置かれておらず、二級上将が一般的な大将（General、Admiral）に相当するものと扱われている。そのため、国防部参謀総長、陸軍司令、海軍司令、空軍司令などには二級上将が充てられている。一級上将は上級大将に相当し、かつて国防部参謀総長就任者に与えられる階級であったが、現在では戦時に限定されている。一級上将、二級上将とも階級符号はOF-9とされ、OF-6相当の階級は無い。
- 一級上将（現地表記では一級上將、陸軍の英訳はFull General、海軍の英訳は Full Admiral in the Navy）
- 二級上将（二級上將、General、Admiral in the Navy）
- 中将（中將、Lieutenant General、Vice-Admiral in the Navy）
- 少将（少將、Major General、Rear-Admiral in the Navy）

### 特異なケースの国々
准将～大将までの階級の内、一 - 二階級がない国も存在する。
- フランス軍(1921年3月17日以前)：少将、中将の二階級しか無く、軍団長以上の高級指揮官たる中将はホライズン・ブルーのケピ帽の場合は星章の下あるいは上に、袖の場合は星章の下に横棒一本を付けて大将位とするという措置をとっていた。
- ニュージーランド：大将位がなく、中将のすぐ上が元帥。
- コロンビア:2011年に中将を廃止し、准将と少将と大将の階級符号のランクが繰り上がっている。
- ハイチ：少将位がなく、准将のすぐ上が中将。
- ニカラグア：中将位がなく、少将のすぐ上が大将。
- ウルグアイ : 2019年に中将を廃止し、少将と大将の二階級制となった。
- ルクセンブルク：少将、中将がなく、准将のすぐ上が大将。ただし、大将位は大公の戦時における称号。
- イスラエル：大将がなく、中将が最高階級。また中将の階級を与えられるのは、陸海空軍を合わせて参謀総長ただ一人のみ。

また、小国では必然的に軍の規模は小さくなるため、最高位が准将、少将、あるいは中将という国も珍しくない。